# Nabeshima Naohiro (Saga)

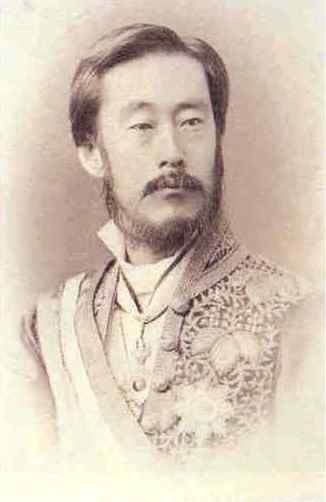
Nabeshima Naohiro en uniforme de la cour Meiji.

Nabeshima Naohiro (Saga) est un nom japonais traditionnel ; le nom de famille (ou le nom d'école), Nabeshima, précède donc le prénom (ou le nom d'artiste).
Nabeshima Naohiro ou Nabeshima Chokudai, 1er marquis Nabeshima (鍋島 直大) (17 octobre 1846 - 19 juin 1921) est le 11e et dernier daimyō du domaine de Saga dans la province de Hizen, Kyūshū, au Japon. Avant la restauration de Meiji, son nom est Nabeshima Mochizuru (鍋島 茂実) et son titre de cour Hizen-no-kami.

## Biographie
Naohiro est le deuxième fils de Nabeshima Naomasa, 10e daimyō de Saga. Lorsque son père se retire en 1861, Naohiro est désigné 11e (et dernier) daimyō du han.
Au cours de la guerre de Boshin de la restauration de Meiji, il emmène les forces de Saga au sein de l'alliance Satchō en soutien de l'empereur Meiji après la bataille de Toba-Fushimi et combat le reste des Tokugawa à la bataille d'Ueno et dans différentes campagnes au nord du Japon contre l'Ōuetsu Reppan Dōmei.
Lors de l'abolition du système han, il cède son domaine au gouvernement central et quitte le Japon avec ses deux frères cadets pour étudier en Grande-Bretagne à partir de 1871. Il est nommé ministre plénipotentiaire à Rome en 1880 et retourne au Japon en 1882. Lors de son séjour en Angleterre, il est nommé représentant officiel du Japon à la cour St. James par le gouvernement japonais. Après son retour au Japon, il exerce diverses fonctions politiques, dont président du Genrōin, conseiller de l'empereur Meiji (et plus tard de l'empereur Taishō) et membre de la Chambre des pairs. Il est fait marquis (侯爵, kōshaku) à l'occasion de l'acte de pairie du 7 juillet 1884. À partir de 1911, il est président de l'université Kokugakuin.
Il entretient de forts liens avec la famille impériale. Sa seconde fille, la princesse Nashimoto Itsuko (梨本伊都子), épouse le prince Nashimoto Morimasa. Ce mariage donne deux petites-filles à Naohiro, dont l'aînée nommée Masako devient connue sous le nom Yi Bangja, épouse du prince héritier Yi Un de la dynastie Yi de Corée. La quatrième fille de Naohiro, Matsudaira Nobuko (松平信子), épouse Matsudaira Tsuneo (en) et une de leurs filles devient la princesse Chichibu. Naoharu décède en 1921 et sa tombe se trouve au cimetière Aoyama à Tokyo.

## Source de la traduction
- (en) Cet article est partiellement ou en totalité issu de l’article de Wikipédia en anglais intitulé « Nabeshima Naohiro (Saga) » (voir la liste des auteurs).